# Liste der Biografien/Dag
Liste der Biografien |
Portal Biografien |
Personensuche
# |
A |
B |
C |
D |
E |
F |
G |
H |
I |
J |
K |
L |
M |
N |
O |
P |
Q |
R |
S |
T |
U |
V |
W |
X |
Y |
Z |
?
 
Da |
Db |
Dc |
Dd |
De |
Dg |
Dh |
Di |
Dj |
Dk |
Dl |
Dm |
Dn |
Do |
Dq |
Dr |
Ds |
Du |
Dv |
Dw |
Dy |
Dz
 
Daa |
Dab |
Dac |
Dad |
Dae |
Daf |
Dag |
Dah |
Dai |
Daj |
Dak |
Dal |
Dam |
Dan |
Dao |
Dap |
Daq |
Dar |
Das |
Dat |
Dau |
Dav |
Daw |
Dax |
Day |
Daz
Die Liste der Biografien führt alle Personen auf, die in der deutschsprachigen Wikipedia einen Artikel haben. Dieses ist eine Teilliste mit 174 Einträgen von Personen, deren Namen mit den Buchstaben „Dag“ beginnt.

## Dag
- Dağ, Ekrem (* 1980), österreichisch-türkischer Fußballspieler
- Dağ, Emrah (* 1987), türkischer Fußballspieler
- Dağ, Hüseyin (* 1968), türkischer Fußballspieler
- Dağ, Koray (* 2003), türkisch-deutscher Fußballspieler
- Dağ, Özcan (* 1983), türkischer Fußballspieler
- Dağ, Şevket (1876–1944), türkischer Maler und Politiker
- Dağ, Umut (* 1982), österreichischer Filmregisseur und DrehbuchautorUmut Dağ (* 1982)

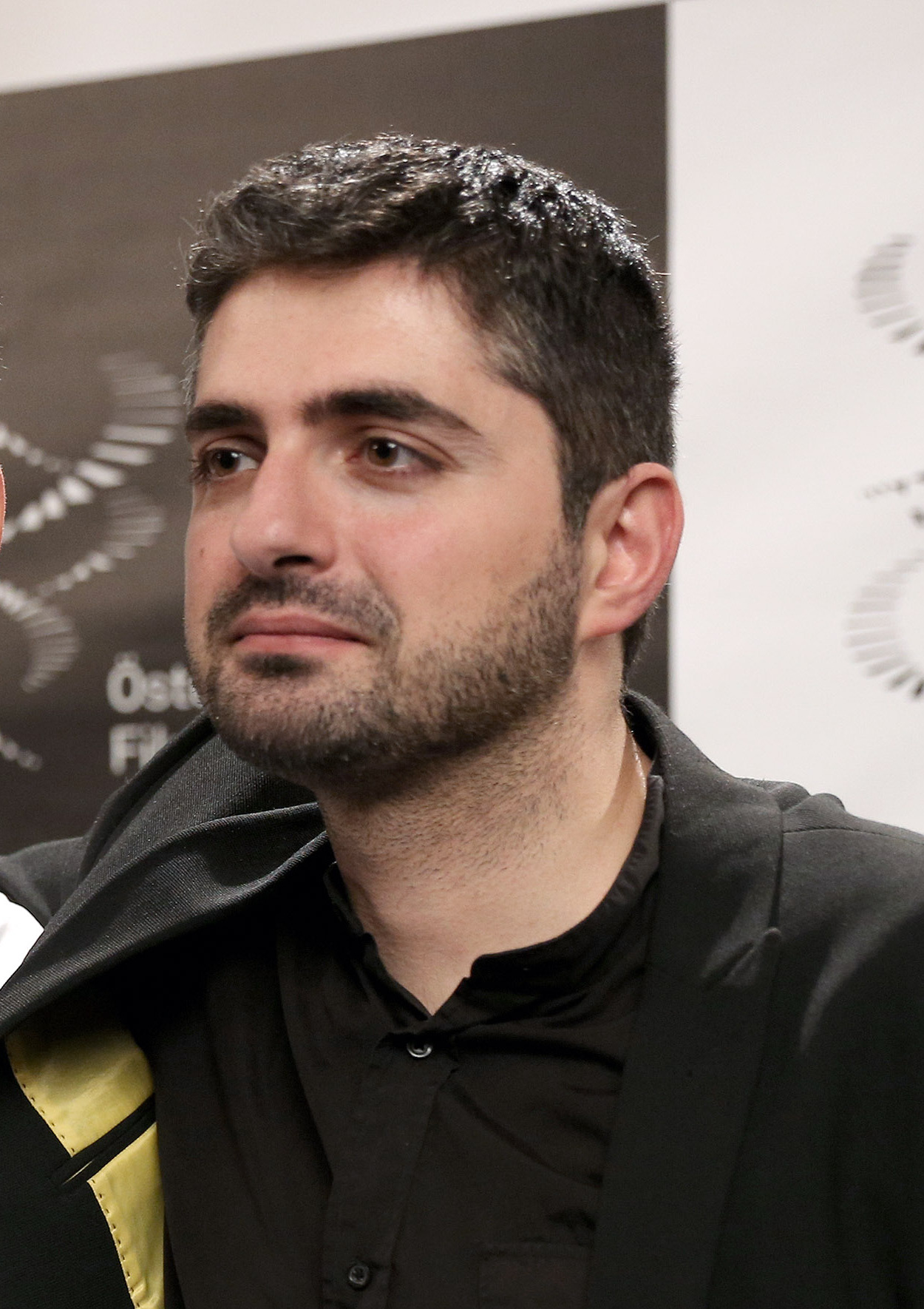
Umut Dağ (* 1982)

### Daga
- Dagaki, Georgia (* 1982), griechische Sängerin
- Dagalaifus, spätantiker Politiker und Konsul (461)
- Dagalaifus, römischer Heermeister (magister militum)
- Dagallier, Daniel (* 1926), französischer Degenfechter
- Dagan Fruchtman, Mika (* 2003), israelische Tennisspielerin
- Dagan, Avigdor (1912–2006), tschechischer Dichter, Prosaist und Publizist jüdischer Herkunft und israelischer Diplomat und Botschafter
- Dagan, Batsheva (1925–2024), polnisch-israelische Überlebende des Holocaust, Pädagogin, Psychologin und Autorin
- Dagan, Benny (* 1957), israelischer Diplomat
- Dagan, Daniel (* 1944), israelischer Journalist und Autor
- Dagan, Meir (1945–2016), israelischer General und Geheimdienstchef
- Dagano, Moumouni (* 1981), burkinischer Fußballspieler
- Dagar, Rahimuddin (1900–1975), indischer Sänger
- Dagar, Zia Mohiuddin (1929–1990), indischer Rudra-Vina-Spieler
- Dagård, Henrik (* 1969), schwedischer Leichtathlet
- D’Agaro, Daniele (* 1958), italienischer Jazzmusiker
- Dağaşan, İbrahim (* 1984), türkischer Fußballspieler
- D’Agata, Giuseppe (1927–2011), italienischer Schriftsteller
- D’Agata, Mario (1926–2009), italienischer Boxer

### Dagb
- Dagba, Colin (* 1998), französisch-beninischer Fußballspieler

### Dagd
- Dağdelen, Elif (* 1991), türkische Leichtathletin
- Dağdelen, Sevim (* 1975), deutsche Politikerin (BSW, Die Linke), MdBSevim Dağdelen (* 1975)

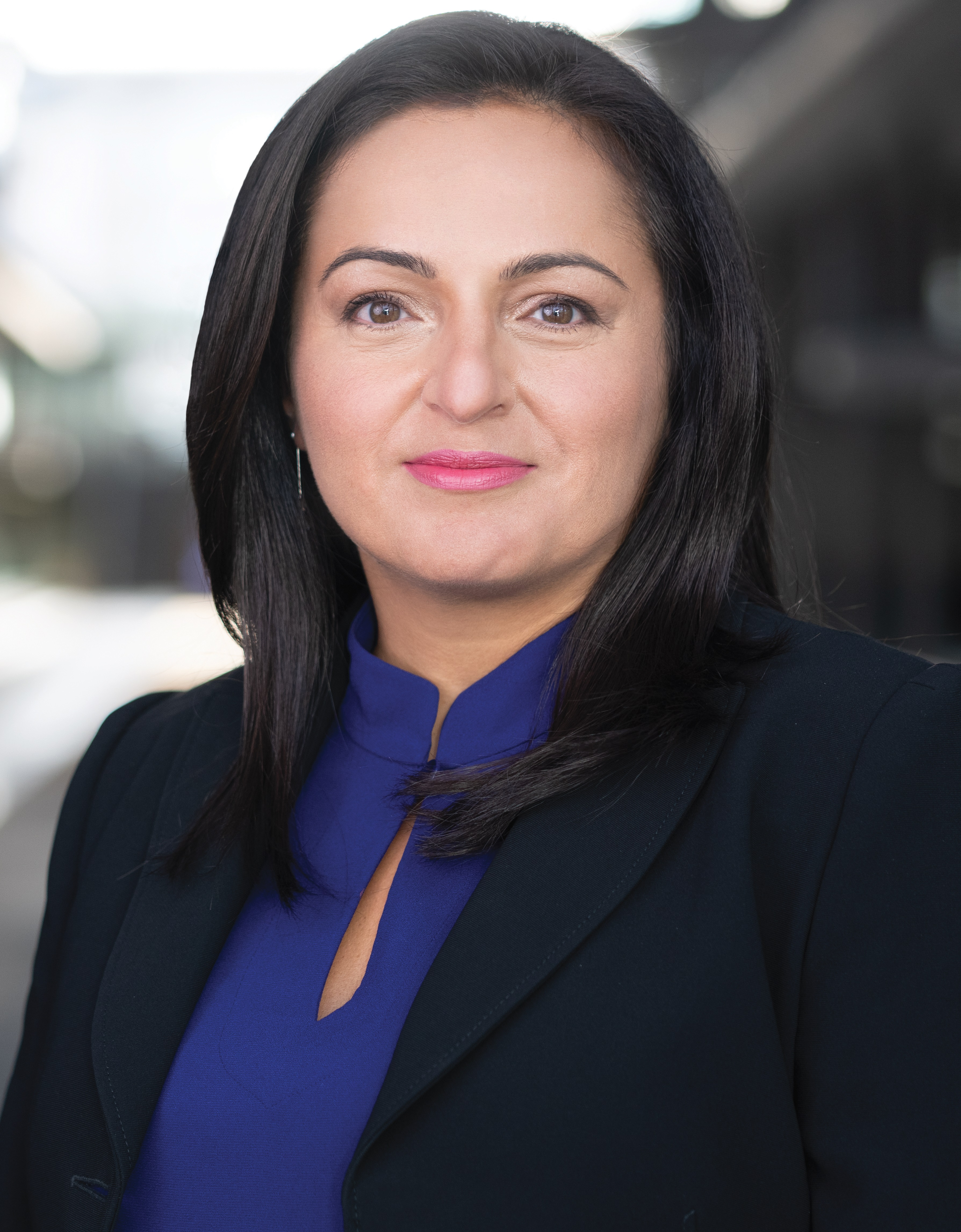
Sevim Dağdelen (* 1975)

- Dağdelen, Uğur (1973–2015), türkischer Fußballspieler
- Dağdeviren, Canan (* 1985), türkische Physikerin

### Dage
- Dagé, französischer Friseur in der Zeit König Ludwig XV.
- Dageago, Babrishka, nauruische Leichtathletin und Behindertensportlerin
- Dageago, Dysard (* 1994), nauruanischer Sprinter
- Dageago, Isabella, nauruische Politikerin
- Dagée, Frédéric (* 1992), französischer Kugelstoßer
- Dageför, Thies Jacob (1843–1933), deutscher Kaufmann und Politiker, MdHB
- Dagen, Susanne (* 1972), deutsche Buchhändlerin und Netzwerk-Aktivistin der Neuen RechtenSusanne Dagen (* 1972)

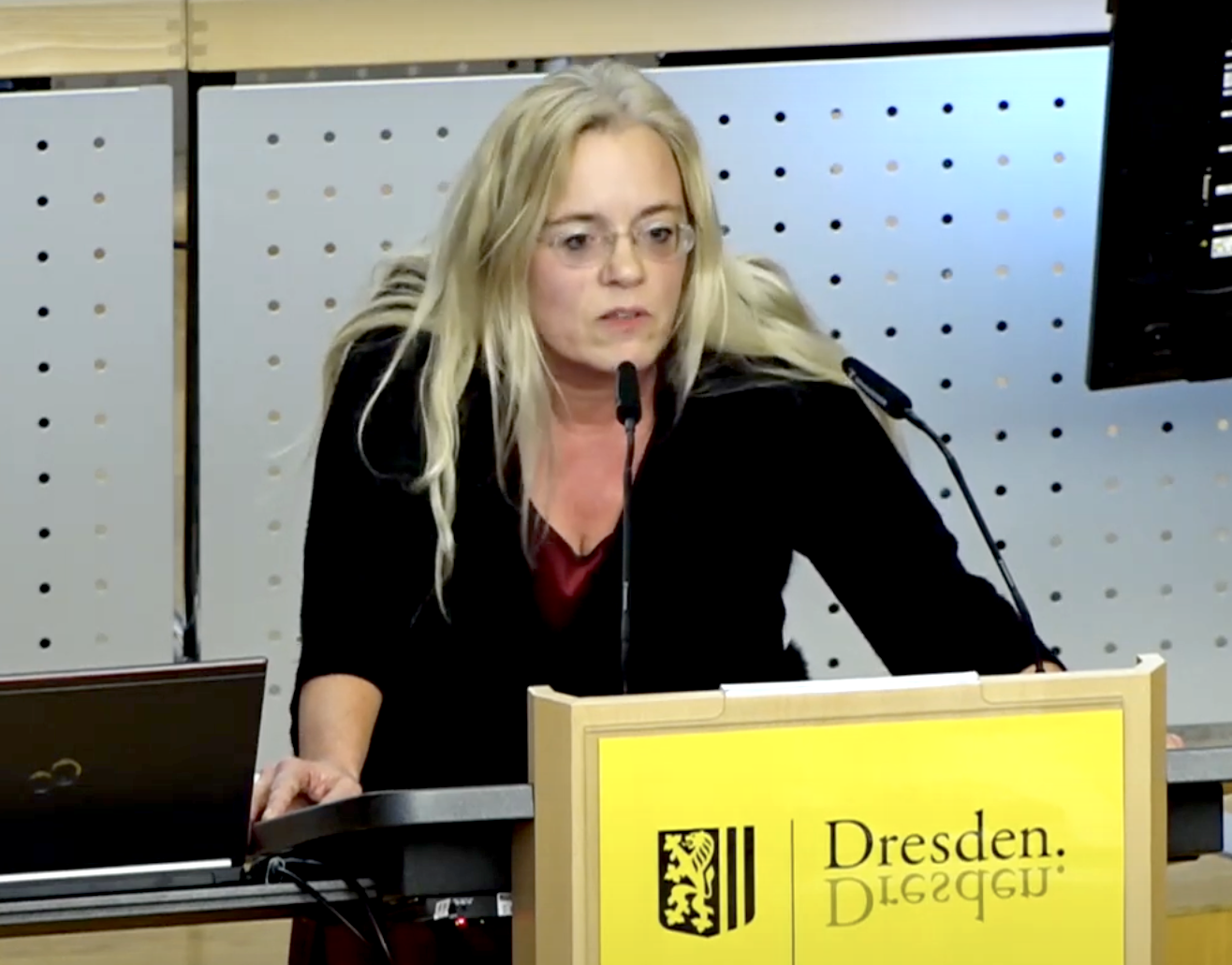
Susanne Dagen (* 1972)

- Dagenais, Jean-Guy (* 1950), kanadischer Politiker, Bundessenator
- Dagenais, Pierre (* 1978), kanadischer Eishockeyspieler
- Dagenais-Lespérance, Thomas (* 1988), kanadischer Spieleautor
- Dagenbach, Alfred (* 1947), deutscher Politiker (PRO Deutschland), MdL, Gärtnermeister, Journalist
- Dagens, Claude (* 1940), französischer Geistlicher, emeritierter Bischof von Angoulême
- Däger, Emmerich (1698–1757), Kapuzinerpater und Übersetzer
- Dager, Holmes E. (1893–1973), US-amerikanischer Offizier, Generalmajor der US Army
- Däger-Gregori, Luise (* 1959), österreichische Politikerin (SPÖ), Landtagsabgeordnete
- Dagerman, Stig (1923–1954), schwedischer Journalist und Schriftsteller
- Dagerstål, Filip (* 1997), schwedischer Fußballspieler
- Dages, Jost, deutscher Goldschmied und Zeichner (Lübeck)
- Daget, Jacques (1919–2009), französischer Ichthyologe

### Dagg
- Dagg-Jackson, Elaine (* 1955), kanadische Curlerin
- Dagge, Eckhard (1948–2006), deutscher Boxer im Weltergewicht und Boxtrainer
- Dagger, Barry (* 1937), britischer Sportschütze
- Dagger, Miguel (* 1984), venezolanischer Schauspieler und Tänzer
- Daggett, David (1764–1851), US-amerikanischer Politiker (Föderalistische Partei)
- Daggett, Hallie Morse (1878–1964), US-amerikanische Mitarbeiterin des United States Forest Service
- Daggett, Jensen (* 1969), US-amerikanische Fernseh- und Filmschauspielerin
- Daggett, John (1833–1919), US-amerikanischer Politiker
- Daggett, Rollin M. (1831–1901), US-amerikanischer Politiker
- Daggett, Tim (* 1962), US-amerikanischer Kunstturner
- Daggs, Charles (1901–1976), US-amerikanischer Hürdenläufer
- Daggs, Percy III (* 1982), US-amerikanischer Schauspieler
- Daggs, Percy IV, US-amerikanischer Kinderdarsteller

### Dagh
- Daghani, Arnold (1909–1985), rumänischer Maler
- Daghavarian, Nazaret (1862–1915), armenischer Arzt, Agronom, osmanischer Parlamentsabgeordneter und Gründer der AGBU
- Daghelinckx, Léonard (1900–1986), belgischer Bahnradsportler
- Dagher, Ely (* 1985), libanesischer Filmregisseur und Filmproduzent
- Dagher, Mousa (* 1991), syrischer Basketballschiedsrichter
- Daghfous, Nejmeddin (* 1986), deutscher Fußballspieler
- Daghim, Adam (* 2005), dänischer Fußballspieler
- Daghim, Ahmed (* 2001), dänischer Fußballspieler
- Daghlian, Harry (1921–1945), US-amerikanischer Physiker
- Daghofer, Fritz (1872–1936), österreichischer Schauspieler
- Daghofer, Maria (* 1977), österreichische theoretische Physikerin und Hochschullehrerin

### Dagi
- Dagi, Untervorsteher der Priester
- Dagi, altägyptischer Wesir
- Dagi Bee (* 1994), deutsche Webvideoproduzentin und Betreiberin des gleichnamigen YouTube-KanalsDagi Bee (* 1994)

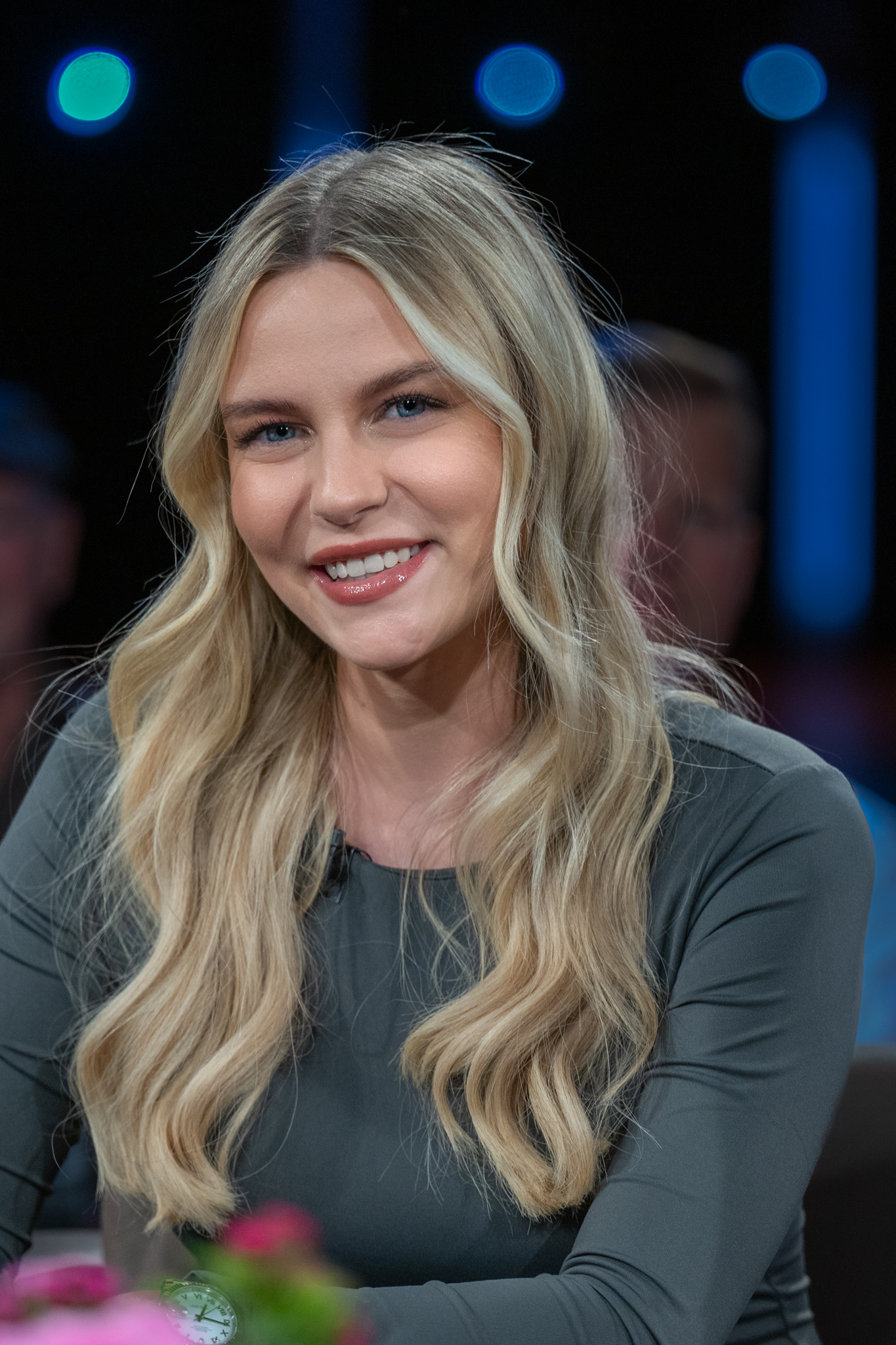
Dagi Bee (* 1994)

- Dagi, Amina (* 1995), österreichisches Model
- Dagiero, M. Dagiero (* 1991), nauruischer Leichtathlet
- Daginaa, Turbat (* 1992), mongolischer Fußballspieler
- Dağıstanlı, Mustafa (1931–2022), türkischer Ringer
- Dagisthaeus, ostgotische Geisel des Zenon

### Dagl
- Dağlar, Semih (* 1993), deutsch-türkischer Fußballspieler
- Dağlarca, Fazıl Hüsnü (1914–2008), türkischer Dichter
- Dağlaroğlu, Oğuz (* 1979), türkischer Fußballspieler
- Dagley, Chris (1971–2010), britischer Jazz-Schlagzeuger
- Dagley, Norman (1929–1999), englischer English-Billiards-Spieler
- Dagli, Caner, US-amerikanischer Islamwissenschaftler und Hochschullehrer
- Dağlı, Faysal (* 1966), kurdischer Journalist und Schriftsteller
- Dağlı, Kübra (* 1996), türkische Taekwondo-Weltmeisterin
- Dagli, Türkan (* 1975), deutsch-türkisch-luxemburgische Architektin
- Daglish, Ben (1966–2018), britischer Musiker und Komponist
- Daglish, Eric Fitch (1892–1966), britischer Kupferstecher und Schriftsteller
- Daglo, Mohammed Hamdan, sudanesischer General und PolitikerMohammed Hamdan Daglo

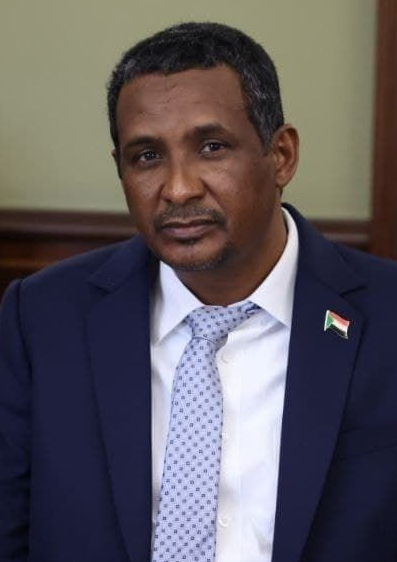
Mohammed Hamdan Daglo

- Daglow, Don (* 1952), US-amerikanischer Computerspielentwickler

### Dagm
- Dagmar (* 1962), deutsche Schlager- und Countrysängerin
- Dagmar von Böhmen († 1212), tschechische Prinzessin und dänische Königin
- Dagmar von Dänemark (1847–1928), russische KaiserinDagmar von Dänemark (1847–1928)

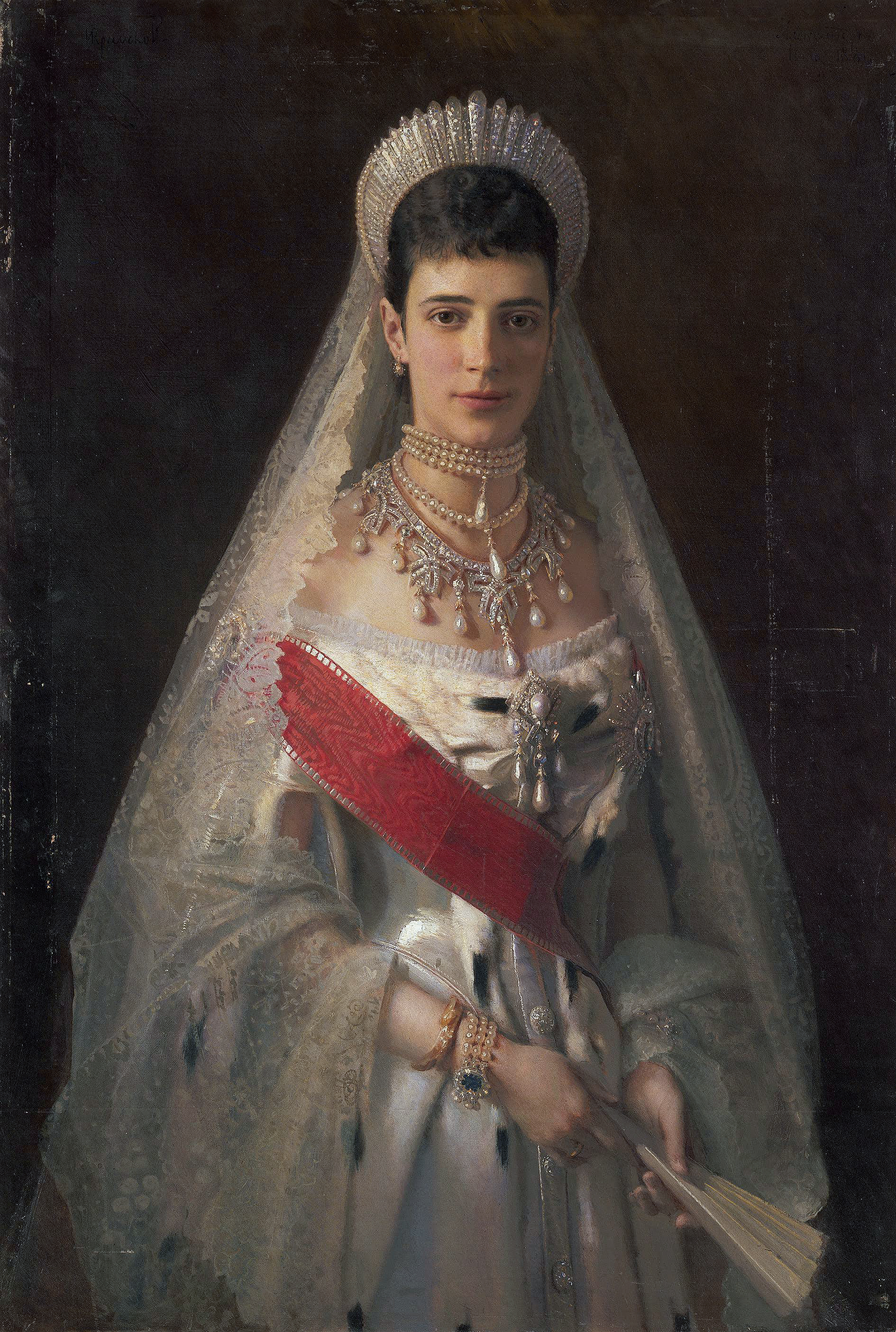
Dagmar von Dänemark (1847–1928)

- Dagmar von Dänemark (1890–1961), dänische Prinzessin
- Dagmar, Berthe (1881–1934), französische Schauspielerin
- Dagmil, Henry (* 1981), philippinischer Weitspringer

### Dagn
- Dagn, Florian (* 1999), österreichischer Nordischer Kombinierer
- Dagn, Heinrich (1808–1890), deutscher Kirchenmaler
- Dagn, Magnus (1747–1792), österreichischer Benediktiner, Organist, Musiklehrer und Komponist
- Dagn, Peter (1847–1921), deutscher Kirchenmaler
- Dagnachew, Ayal (* 2002), äthiopische Mittelstreckenläuferin
- Dagnall, Ken (1921–1995), englischer Fußballschiedsrichter
- Dagnall, Ruby, norwegische Schauspielerin
- Dagnan-Bouveret, Pascal Adolphe (1852–1929), französischer Maler
- Dagnaux, Albert (1861–1933), französischer Maler
- Dagnaux, Jean (1891–1940), französischer Pilot
- Dagnelies, Dieudonné (1825–1894), belgischer Komponist und Dirigent
- Dagner, Bernhard (* 1961), deutscher Maler und Zeichner
- D’Agnese, Concetta (* 1949), US-amerikanische Film- und Fernsehschauspielerin sowie Musicaldarstellerin
- Dagnini, Giuseppe (1866–1928), italienischer Kardiologe und Chirurg
- Dagnino, Eduardo (1876–1944), italienischer Musikwissenschaftler, Komponist und Schachkomponist
- Dagnino, Erika, italienische Dichterin und Rezitatorin
- Dagnoni, Cordiano (* 1964), italienischer Unternehmer und Radsportfunktionär
- Dagny (* 1990), norwegische Sängerin
- Dagný Brynjarsdóttir (* 1991), isländische Fußballspielerin

### Dago
- Dago, Trévis (* 2005), französisch-ivorischer Fußballspieler
- Dagobert (* 1982), Schweizer Schlagersänger und -komponistDagobert (* 1982)

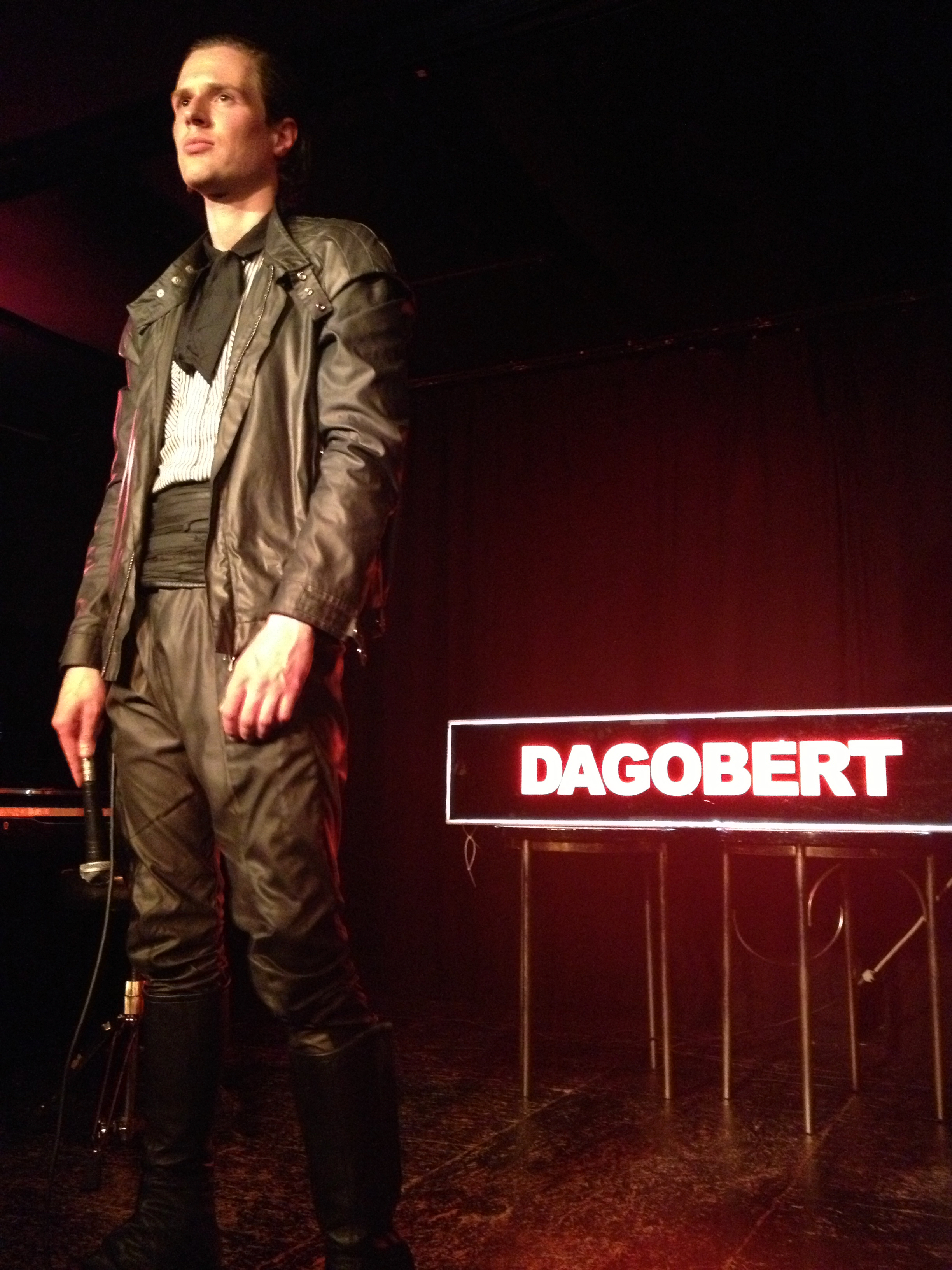
Dagobert (* 1982)

- Dagobert I. († 639), merowingischer König des Frankenreichs (629–639)
- Dagobert II. (652–679), merowingischer König von Austrasien (676–678)
- Dagobert III. (* 699), merowingischer Frankenkönig (711–715)
- Dagobert von Pisa († 1107), Erzbischof von Pisa, Patriarch von Jerusalem
- Dagobert, Luc Siméon Auguste (1736–1794), französischer General
- Dagoberto (* 1983), brasilianischer Fußballspieler
- Dagon, Étienne (* 1960), Schweizer Schwimmer
- Dagoneau, Thomas (* 1984), französischer Autorennfahrer
- Dagoreau, Philippe (1946–2022), französischer Autorennfahrer
- Dagorné, Hervé (* 1967), französischer Radrennfahrer
- D’Agostina, Roberta (* 1991), italienische Skispringerin
- D’Agostini, Matt (* 1986), kanadischer Eishockeyspieler
- D’Agostino, Albert S. (1892–1970), US-amerikanischer Filmarchitekt
- D’Agostino, Ángel (1900–1991), argentinischer Musiker (Pianist), Sänger, Arrangeur, Bandleader und Komponist des Tango
- D’Agostino, Antonio (* 1938), italienischer Pornofilmregisseur
- D’Agostino, Bianca (* 1989), US-amerikanische Fußballspielerin
- D’Agostino, Francesco (1946–2022), italienischer Rechtswissenschaftler, Rechtsphilosoph, Bioethiker
- D’Agostino, Gaetano (* 1982), italienischer Fußballspieler
- D’Agostino, Gigi (* 1967), italienischer DJ und MusikproduzentGigi D’Agostino (* 1967)

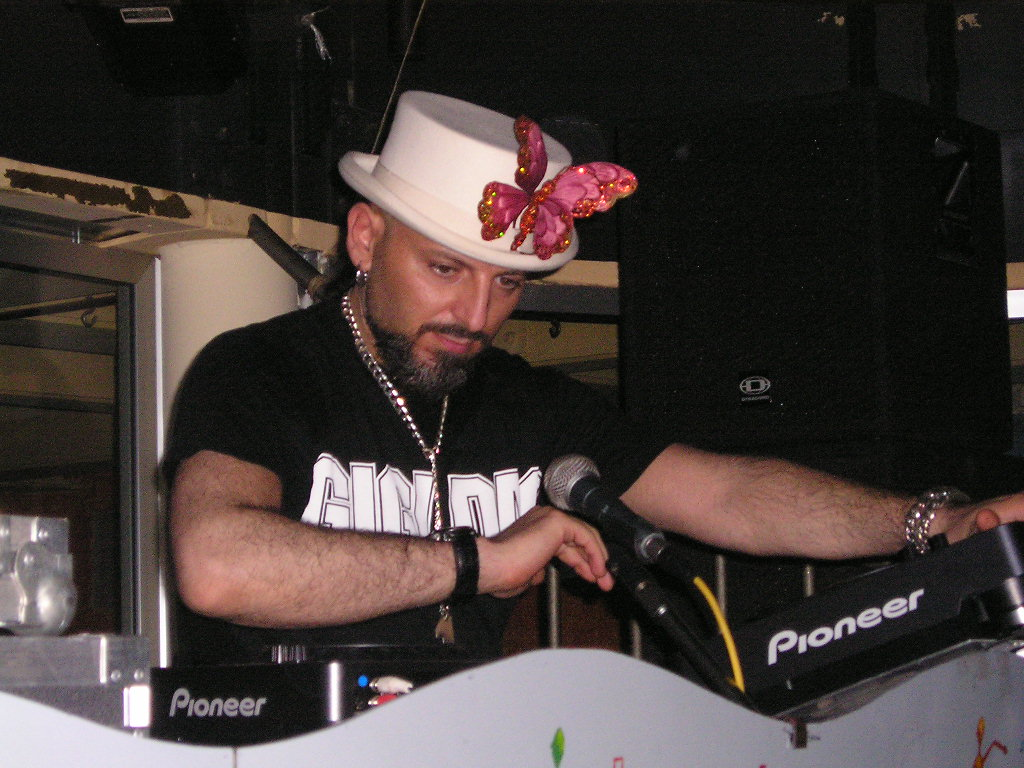
Gigi D’Agostino (* 1967)

- Dagostino, Kyle (* 1995), US-amerikanischer Volleyballspieler
- D’Agostino, Nicholas (* 1998), australischer Fußballspieler
- D’Agostino, Oscar (1901–1975), italienischer Chemiker (Radiochemie, Technische Chemie)
- D’Agostino, Peppino (* 1956), italienischer Gitarrist, Musikpädagoge und Komponist
- D’Agostino, Roberto (* 1948), italienischer Journalist, Fernsehmoderator und Filmregisseur
- D’Agosto, Denis, uruguayischer Fußballspieler
- D’Agosto, Nicholas (* 1980), US-amerikanischer Schauspieler
- Dagover, Lil (1887–1980), deutsche SchauspielerinLil Dagover (1887–1980)

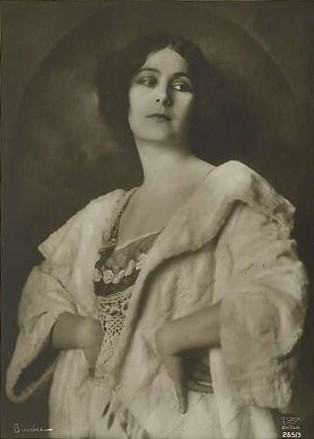
Lil Dagover (1887–1980)

### Dagp
- Dagpo Gompa Tshülthrim Nyingpo (1116–1169), Vertreter der Dagpo-Kagyü-Tradition der Kagyü-Schulrichtung des tibetischen Buddhismus

### Dagr
- Dagra, Mamadou (* 1953), nigrischer Rechtswissenschaftler und Politiker
- DaGradi, Don (1911–1991), US-amerikanischer Drehbuchautor
- Dagradi, Tony (* 1952), US-amerikanischer Jazz-Saxophonist und Klarinettist
- Dagrant, Gustave Pierre (1839–1915), französischer Glasmaler
- Dagron, René (1813–1900), französischer Chemiker, Fotograf, Erfinder des Mikrofilms
- Dagry, Samantha (* 1994), Schweizer Sprinterin

### Dags
- Dagsland, Sigvart (* 1963), norwegischer Rocksänger, -pianist und -komponist

### Dagt
- Dagtekin, Bora (* 1978), deutscher Drehbuchautor und Filmregisseur

### Dagu
- Dague, Paul B. (1898–1974), US-amerikanischer Politiker
- Dagueneau, Didier (1956–2008), französischer Winzer
- Daguerre, Louis (1787–1851), französischer Maler, Pionier der Fotografie und Erfinder der DaguerreotypieLouis Daguerre (1787–1851)

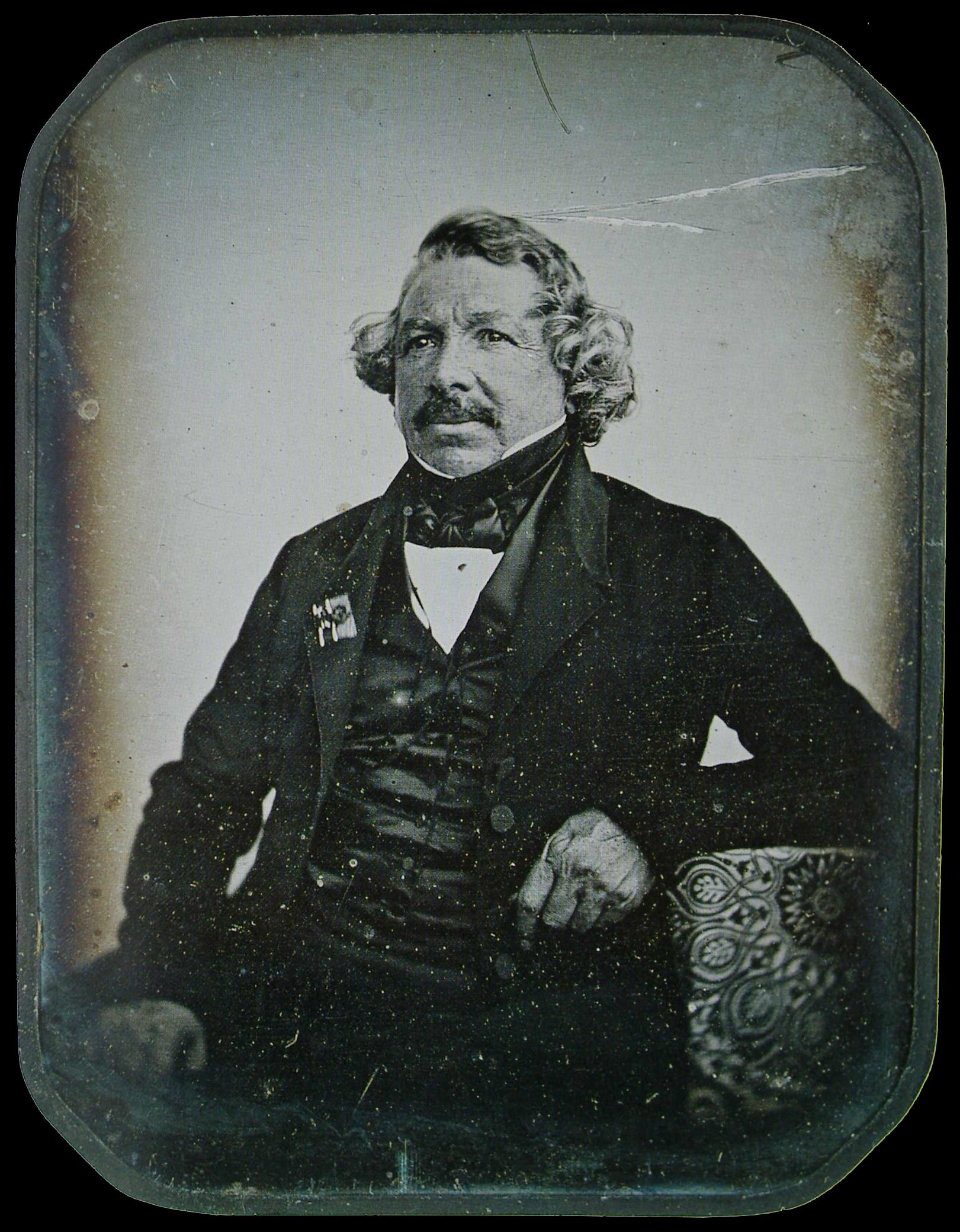
Louis Daguerre (1787–1851)

- Daguet, André (1947–2015), Schweizer Politiker (SP)
- d’Aguiar, Rosa Freire (* 1948), brasilianische Journalistin
- Daguinos, Étienne (* 2000), französischer Langstreckenläufer
- Dagulf, Kalligraf
- Dagur B. Eggertsson (* 1972), isländischer Politiker (Allianz)
- Dagur Kári (* 1973), isländischer Filmemacher
- Dagur Sigurðsson (* 1973), isländischer Handballspieler und -trainer

### Dagw
- Dagwadordsch, Sereeteriin (* 1954), mongolischer Künstler
- Dagwadordsch, Tserendordschiin (* 1940), mongolischer Bogenschütze
- Dagwasüren, Pürewiin (1943–2014), mongolischer Judoka
- Dagworth, Thomas, 1. Baron Dagworth (* 1276), englischer Ritter und Heerführer

### Dagy
- Dagyab, Loden Sherab (* 1940), tibetischer Lama der Gelugpa-Tradition
- Dağyeli, Yıldırım (* 1942), deutscher Verleger und literarischer Übersetzer
- Dagys, Rimantas Jonas (* 1957), litauischer Politiker